# Boos, Bad Kreuznach
Boos là một xã thuộc huyện Bad Kreuznach trong bang Rheinland-Pfalz, phía tây nước Đức. Xã Boos, Bad Kreuznach có diện tích km², dân số thời điểm ngày 31 tháng 12 năm 2006 là 408 người.